# 네바다데톨루카화산흙파는쥐
네바다데톨루카화산흙파는쥐 또는 네바다데톨루카화산주머니고퍼(Cratogeomys planiceps)는 흙파는쥐과에 속하는 설치류의 일종이다. 멕시코의 토착종이다. 1895년 메리엄(Clinton Hart Merriam)이 처음 기술했다.